# Raúl González Sánchez
Raúl González Sánchez   (5 de juny de 1967) és un boxejador cubà, ja retirat, guanyador d'una medalla olímpica.
El 1992 va prendre part en els Jocs Olímpics d'Estiu de Barcelona, on va guanyar la medalla de plata en la categoria del pes mosca del programa de boxa. En el seu palmarès també destaca una medalla de bronze en el Campionat del Món de boxa amateur de 1995 i una medalla de plata en els Jocs Panamericans de 1995.